# Lijst van burgemeesters van Sint Kruis
Dit is een lijst van burgemeesters van de voormalige Nederlandse gemeente Sint Kruis tot die gemeente in 1941 opging in de gemeente Aardenburg.
| Ambtsperiode | Naam burgemeester                       | Leefde    | Partij of stroming | Bijzonderheden                                                            |
| ------------ | --------------------------------------- | --------- | ------------------ | ------------------------------------------------------------------------- |
| 1796         | Johannis Hendriks                       | geb. 1747 |                    | agent municipal                                                           |
| 1797 - 1799  | Adriaan Zonnevijlle                     | 1767-1819 |                    | agent municipal; schoonzoon van zijn voorganger                           |
| 1799 - 1800  | Pieter Souffrouw                        | 1751-1828 |                    | agent municipal, later maire provisor                                     |
| 1800 - 1819  | Adriaan Sonnevijlle                     | 1767-1819 |                    | opnieuw, nu achtereenvolgens meijer, maire, president en schout           |
| 1819 - 1835  | Elias Sonnevijlle                       | 1764-1852 |                    | schout, daarna burgemeester; broer van zijn voorganger                    |
| 1835 - 1844  | Anthonij Mullié                         | 1797-1846 |                    | burgemeester; schoonzoon van zijn voorganger                              |
| 1844 - 1855  | Pieter de Muynck                        | 1806-1855 |                    |                                                                           |
| 1855 - 1878  | Marinus Cornelis de Die                 | 1813-1878 |                    | schoonzoon van Anthonij Mullié                                            |
| 1878 - 1907  | mr. Pieter Christiaan Jacobus Hennequin | 1851-1912 | Vrije Liberalen    | tevens burgemeester van Aardenburg (1888-1907)                            |
| 1907 - 1909  | Samuel Willem Weisfelt                  | 1851-1909 |                    | schoonzoon van Pieter de Muynck; tevens gemeentesecretaris van Aardenburg |
| 1909 - 1929  | Ludovicus Josephus de Smet              | 1856-1929 |                    |                                                                           |
| 1929 - 1941  | Andreas Johannes Dhont                  | 1879-1965 |                    |                                                                           |